# James Duncan McGregor
James Duncan McGregor (* 29. August 1860 in Amherstburg, Ontario; † 15. März 1935 in Winnipeg) war ein kanadischer Rinderzüchter. Von 1929 bis 1934 war er Vizegouverneur der Provinz Manitoba.

## Biografie
McGregor erhielt seine Schulbildung in Windsor und kam 1877 nach Brandon in der Provinz Manitoba, wo er im Viehzuchtbetrieb seines Vaters arbeitete. Während des Klondike-Goldrausches zog er in das Yukon-Territorium und war von 1897 bis 1899 als Mineninspektor tätig. Anschließend kaufte McGregor eine Ranch in der Nähe von Medicine Hat (heute in der Provinz Alberta). Sein Besitz umfasste eine Fläche von 800 km², auf der 10.000 Rinder und 2.000 Pferde weideten. Zehn Jahre lang präsidierte er die Canada Land and Irrigation Company, die im Vulcan County Wasserreservoirs und Bewässerungssysteme errichtete. Nach ihm ist der Stausee McGregor Lake benannt.
McGregor wurde für seine Pionierarbeit in der Rinderzucht bekannt. 1890 importierte er Aberdeen-Angus-Rinder aus Schottland und bildete damit die Grundlage für zahlreiche Herden in der Prärie. Er war der erste Landwirt, der in Westkanada Luzernen anbaute und damit die Abhängigkeit der Region vom Weizenanbau verringerte. Der von ihm gegründete Glencarnock-Viehzuchtbetrieb gehörte zu den größten des Landes. Außerdem gewann er zahlreiche Preise auf internationalen Viehschauen.
Trotz zahlreicher Bitten interessierte sich McGregor nie für ein politisches Amt. 1915 schlug er das Angebot der Regierung Manitobas aus, Landwirtschaftsminister zu werden. In den Jahren 1917 und 1918 war er oberster Lebensmittelkontrolleur der vier westlichen Provinzen. Generalgouverneur Lord Willingdon vereidigte ihn am 25. Januar 1929 als Vizegouverneur von Manitoba. Dieses repräsentative Amt übte er bis zum 1. Dezember 1934 aus.